# Bernardo I di Ribagorza
Bernardo, o Unifredo o Bernardo Unifredo di Ribagorza (Bernardo in spagnolo, Bernat, in  catalano e Bernard  in francese; seconda metà secolo IX – 955 circa), fu Conte di Ribagorza dal 920 alla sua morte.

## Origine
Secondo il Codice di Roda, Bernardo era il figlio primogenito del Conte di Ribagorza e di Pallars, Raimondo I e di Ginigenta, che ancora secondo il Codice di Roda, era figlia d’Asnar Dató, discendente dai conti di Bigorre.

Raimondo I di Pallars e Ribagorza, secondo il Catalunya Carolíngia, vol. II: Els diplomes carolingis a Catalunya (non consultato) era figlio di Loup Donat, conte di Bigorre e di una donna della casa comitale di Tolosa, Franquilena di Tolosa, figlia del conte Raimondo I di Tolosa.

## Biografia
Bernardo fu associato al padre nel governo della contea di Ribagorza, dal 916, nella riconquista dei territori a sud della contea, che erano stati persi, durante la scorreria, da parte di Muhammad al-Tawīl di Huesca, del 908.
Bernardo viene citato nel paragrafo 88 della La Marca superior en la obra de al-Udri, nell'anno 307 (919 d.C.), come figlio di Raimondo I e signore di Pallars (Bernat ibn Raymund señor de Pallars).
Probabilmente, suo padre, Raimondo I, morì verso il 920 e le contee di Pallars e Ribagorza furono divise{:
- la Contea di Ribagorza andò ai figli maggiori, Bernardo e Miro
- la Contea di Pallars andò ai figli minori, Isarno e Lupo.

Anche il Numero XXI della Apendice, Clase Primera, El antiguo obispado de Pallas en Cataluña conferma che Bernardo fu conte di Ribagorza.
Secondo lo storico arabo, al-'Udrī, Bernardo offrì asilo al figlio del re di Leida, Llop ibn Muḥammad, però, nel 929, lo fece uccidere per potersi impadronire del suo tesoro, che poi donò al monastero di Santa María de Obarra, a Beranuy{; secondo la Noticias y documentos históricos del condado de Ribagorza hasta la muerte de Sancho Garcés III (Año 1035), il monastero era stato costruito da Bernardo e dalla moglie, Toda.
Bernardo (o Unifredo), tra il 939 ed il 950 lo troviamo citato in quattro documenti del Catalunya Carolíngia, vol. II: Els diplomes carolingis a Catalunya (non consultato):
- il n° 145, datato 939 (Unifredus...comis)
- il n° 157, datato 947 (Bernardus...comes)
- il n° 159, datato 949 (Unifredo conde de Ribagorza)
- il n° 161, datato 950 (Unifredus...comes)

Alla morte di suo fratello, Atone († 953), vescovo di Pallars, assieme all'altro fratello, Miro, distaccarono Ribagorza dalla diocesi di Pallars{.
Bernardo morì verso il 955 e fu sepolto nel monastero di Santa María de Obarra, a Beranuy, accanto alla moglie, Toda, come ci viene confermato dal capitolo n° XXXVI del libro XLVI della España sagrada. 46, De las santas iglesias de Lérida, Roda y Barbastro.

Gli succedette il figlio primogenito, Raimondo, come Raimondo II.

## Matrimonio e discendenza
Secondo il Codice di Roda, Bernardo aveva sposato Toda Galíndez d'Aragona, figlia del terzo conte d'Aragona, Galindo III e di Arcibella di Guascogna, figlia di Garcia I di Guascogna e di Aimena di Perigord; il matrimonio di Bernardo e Toda viene confermato anche dal Numero XXI della Apendice, Clase Primera, El antiguo obispado de Pallas en Cataluña conferma che Bernardo fu conte di Ribagorza; secondo la Noticias y documentos históricos del condado de Ribagorza hasta la muerte de Sancho Garcés III (Año 1035), Toda, assieme al marito, Bernardo, fondò il monastero di Santa María de Obarra, a Beranuy; Toda, tra il 936 ed il 941 la troviamo citata in quattro documenti del Catalunya Carolíngia, vol. II: Els diplomes carolingis a Catalunya (non consultato):
- il n° 140, datato 936 (Tota commetissa)
- il n° 146, datato 939 (Tota Galindonis)
- il n° 148, datato 940 (Tota chomitissa)
- il n° 149, datato 941 (Tota Galindonis).

Toda morì nel 941{ e secondo il capitolo n° XXXVI del libro XLVI della España sagrada. 46, De las santas iglesias de Lérida, Roda y Barbastro fu tumulata nel monastero di Santa María de Obarra, a Beranuy.

Bernardo da Toda ebbe cinque figli:
- Raimondo II (circa 910 - 970), Conte di Ribagorça[16];
- Galindo (circa 910 - dopo il 930), sposato com Velasquita di Pamplona[17];
- Borrel, citato nella Noticias y documentos históricos del condado de Ribagorza hasta la muerte de Sancho Garcés III (Año 1035)[11];
- Miro, citato nel capitolo n° XXXVI del libro XLVI della España sagrada. 46, De las santas iglesias de Lérida, Roda y Barbastro[13];
- Ava[14].

### Fonti primarie
- (LA)  (ES)  #ES Textos-navarros-codice-roda.pd.
- (LA)  #ES El antiguo obispado de Pallas en Cataluña, Apendice, Clase Primera.
- (LA)  Noticias y documentos históricos del condado de Ribagorza hasta la muerte de Sancho Garcés III (Año 1035).
- (LA)  España sagrada. 46, De las santas iglesias de Lérida, Roda y Barbastro.
- (ES)  #ES La Marca superior en la obra de al-Udri.

### Letteratura storiografica
- (EN) The Development of Southern French and Catalan Society, 718-1050, su libro.uca.edu.